# Томас Мичъл (актьор)
Томас Мичъл (на английски: Thomas Mitchell) е американски актьор и писател. 

## Биография
Томас Мичъл е роден на 11 юли 1892 г. в град Елизабет, Ню Джърси. Произхожда от семейство на журналисти и граждански лидери. И баща му, и брат му са репортери във вестници, а племенникът му Джеймс П. Мичъл по-късно служи като министър на труда на Дуайт Айзенхауер.  Томас също става репортер във вестник, след като завършва гимназия „Сейнт Патрик“ в Елизабет. Скоро обаче установява, че много повече му харесва да пише комични театрални сценки, през 1927 г. се присъединява към „The Lambs“ (Агнетата). 

### Кариера
Сред най-известните му роли в дългата кариера са тези на Джералд О'Хара в „Отнесени от вятъра“, Док Бун в „Дилижанс“, чичо Били в „Животът е прекрасен“, Пат Гарет в „Извън закона“ и кмета Йонас Хендерсън във „Точно по пладне“. Мичъл е първият актьор, който печели Оскар, награда Еми и награда Тони (Тройната корона на актьорството). 
Номиниран е за две награди „Оскар за най-добра поддържаща мъжка роля“ за работата си във филмите „Ураганът“ (1938) и „Дилижанс“ (1939), печели наградата за втория. Той е номиниран три пъти за наградата „Праймтайм Еми“ (Primetime Emmy) за най-добър актьор в драматичен сериал през 1952 и 1953 г. за ролята си в медицинската драма „Докторът“ и печели през 1953 г. Докато е номиниран отново през 1955 г. за участие в седмична антологична поредица, той не печели. Мичъл печели наградата „Тони“ за най-добър актьор в мюзикъл през 1953 г. за ролята си на д-р Даунър в музикалната комедия „Хейзъл Флаг“, базирана на комедийния филм „Нищо свещено“ (1937).
Освен актьор, той е и режисьор, драматург и сценарист.

### Смърт
Томас Мичъл почива на 70-годишна възраст от перитонеален мезотелиом в Бевърли Хилс, Калифорния. Той е кремиран в параклиса на Боровите крематориуми. 

## Избрана филмография
| Година | Филм                              | Оригинално заглавие          | Роля                     | Режисьор       |
| ------ | --------------------------------- | ---------------------------- | ------------------------ | -------------- |
| 1939   | Дилижанс                          | Stagecoach                   | Д-р Буун                 | Джон Форд      |
| 1939   | Господин Смит отива във Вашингтон | Mr. Smith Goes to Washington | Диз Мур                  | Франк Капра    |
| 1939   | Отнесени от вихъра                | Gone with the Wind           | Джералд О'Хара           | Виктор Флеминг |
| 1942   | Черният лебед                     | The Black Swan               | Том Блу                  | Хенри Кинг     |
| 1946   | Животът е прекрасен               | It's a Wonderful Life        | Чичо Били Бейли          | Франк Капра    |
| 1952   | Точно по пладне                   | High Noon                    | Джонас Хендерсън, кметът | Фред Зинеман   |